# Feistritz an der Gail
Pour les articles homonymes, voir Feistritz.
Feistritz an der Gail est une commune autrichienne du district de Villach-Land en Carinthie.

## Points d'intérêt

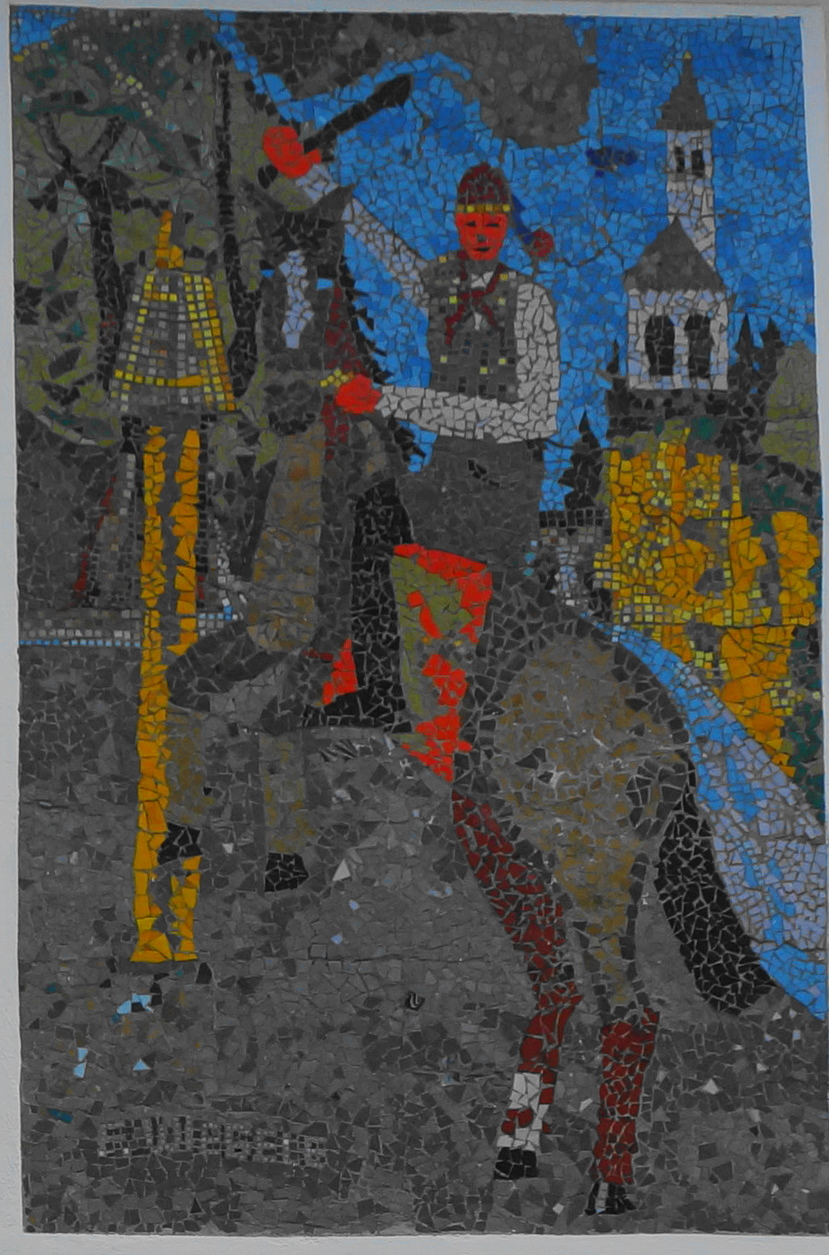
Mosaïque d'Edwin Wiegele (de) à Feistritz an der Gail représentant la Kufenstechen
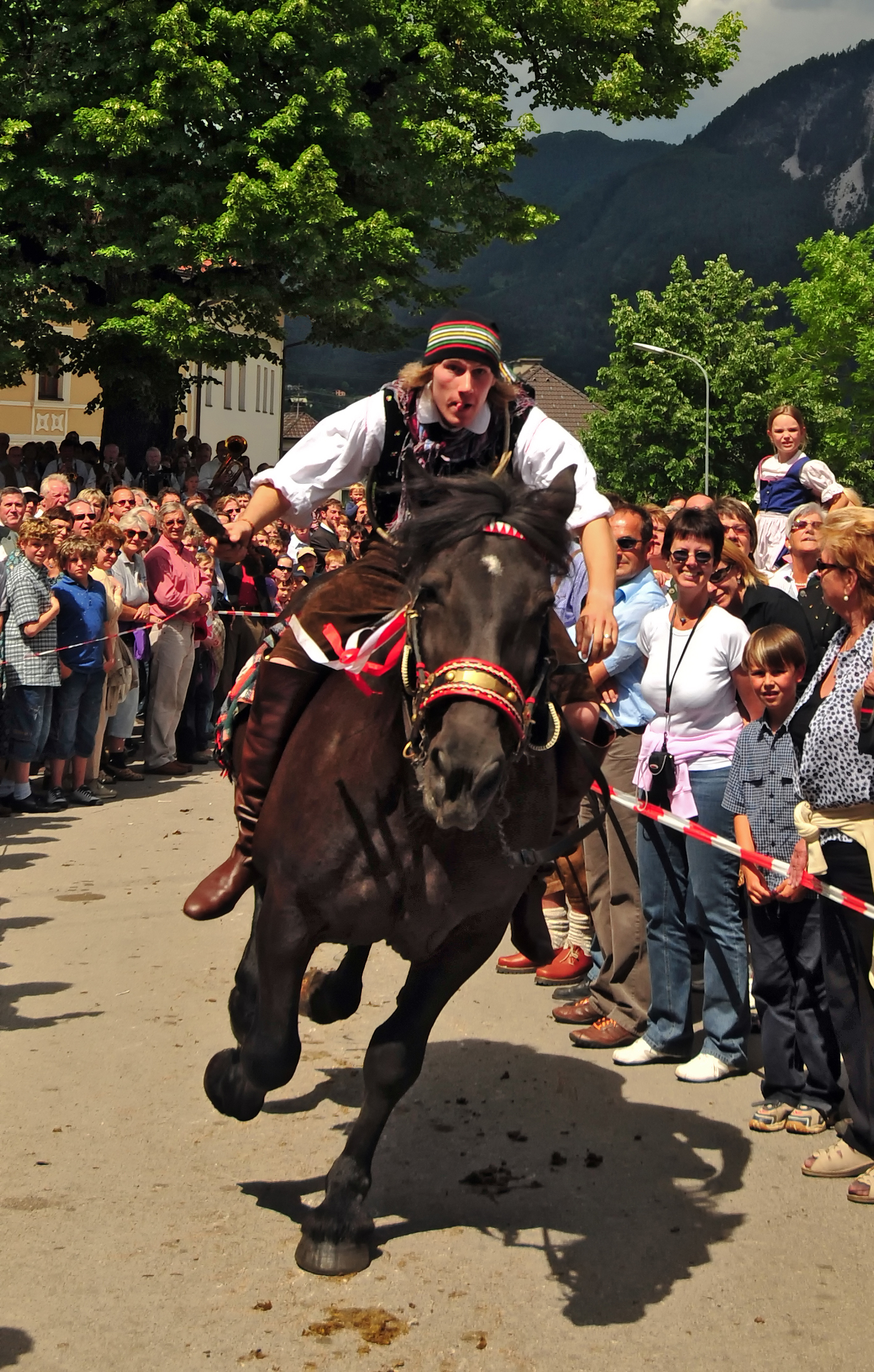
Kufenstechen à Feistritz an der Gail en 2010